# ساردينيا (أيتوليا كي أكارنانيا)
ساردينيا (Σαρδίνια) هي مدينة في أيتوليا كي أكارنانيا في مقاطعة كينتريكي إلادا في اليونان.